# Cecil (Ohio)
Pour les articles homonymes, voir Cecil.
Cecil est un village américain situé dans le comté de Paulding, dans l'Ohio. Selon le recensement de 2010, sa population est de 188 habitants.